# STS-83
STS-83 byla dvacátádruhá mise raketoplánu Columbia. Celkem se jednalo o 82. misi raketoplánu do vesmíru. Cílem letu byl let laboratoře Spacelab MSL. Kvůli poruše jedné z vodíkovo-kyslíkových baterií však musela být mise předčasně ukončená po čtyřech dnech namísto plánovaných šestnácti.

## Posádka
- James D. Halsell (3) velitel
- Susan Kilrainová (tehdy Stillová) (1) pilot
- Janice E. Vossová (3) velitel užitečného zatížení
- Donald A. Thomas (3) letový specialista 2
- Michael L. Gernhardt (2) letový specialista 3
- Roger K. Crouch (1) specialista pro užitečné zatížení 1
- Gregory T. Linteris (1) specialista pro užitečné zatížení 2

V závorkách je uvedený dosavadní počet letů do vesmíru včetně této mise.

## Průběh mise

### Cíl letu
Mise STS-83 měla být plně věnována experimentům s mikrogravitací, panující na oběžné dráze. V nákladovém prostoru raketoplánu se nacházela laboratoř Spacelab MSL-1 (Microgravity Science Laboratory). Spacelab s orbiterem spojoval dlouhý přechodový tunel, v nákladovém prostoru byla také přechodová komora ATA (Airlock Tunnel Adapter). Na pravoboku se nacházelo zařízení CRYOFD (Cryogenic Flexible Diode). Na obytné palubě byl umístěn ještě manipulační box pro experimenty s materiály a amatérská vysílačka SAREX II (Shuttle Amateur Radio Experiment). Posádka měla naplánovaných celkem 33 experimentů, jejichž hlavním cílem bylo vypozorovat chování nejrůznějších materiálů a tekutin ve stavu beztíže, procesy hoření ve stavu beztíže a testování některých zařízení a postupů pro Mezinárodní vesmírnou stanici. Na palubě rovněž skleník s 50 rostlinami, ve kterém měly být zkoumané možnosti pěstování potravin ve vesmíru.

### Start
Startu předcházel jeden jednodenní odklad z důvodů problémů s tepelnou izolací a dvacetiminutové zpoždění kvůli problémům s hermetičností, které se na poslední chvíli vyskytly. Raketoplán Columbia odstartoval 4. dubna 1997 v 2:20:32.074 místního času. Samotný start proběhl bez problémů a ve 20:00 UT bol orbiter Columbia manévrem OMS-2 naveden na základní oběžnou dráhu.

### Průběh letu
Krátce poté, co Columbia dorazila na oběžnou dráhu, začaly se vyskytovat problémy s jednou z palivových baterií. Každá baterie je tvořená třemi paralelně propojenými sekcemi, sestavenými z 32 palivových článků. Ty tvoří dvě subjednotky po 16 článcích. V jedné subsekci baterie č. 2 docházelo už od prvního dne letu k nepatrnému, ale stálému poklesu napětí, generovaného jejími články oproti ostatním článkům v baterii. Řídící středisko proto vzkázalo posádce, aby propláchla baterii reakčními plyny - vodíkem a kyslíkem. To mělo baterii zbavit případného nadbytku vody (která snižuje účinnost článků) nebo jiných znečištění. Po tomto zákroku sice rychlost poklesu napětí zpomalila, ale nezastavila se. Dne 6. dubna se rozdíl mezi problematickou a normálně fungujícími bateriemi přiblížil kritické hranici 200 mV. Po jejím překročení by mohlo dojít k přepólování článků a k elektrolýze vody, při níž vzniká vysoce výbušná směs vodíku a kyslíku. Baterie proto byla nenávratně vypnutá, čímž se ale snížilo množství dostupné elektřiny pro raketoplán i pro naplánované experimenty. Podle bezpečnostních předpisů se Columbia musela vrátit na Zemi při první příležitosti.
Při kontrole systémů raketoplánu před přistáním piloti zjistili, že nefunguje také jedna tryska systému manévrovacích motorů RCS (Reactive Control System) a nepracovalo ani jedno z čidel astronavigačního systému. Tyto problémy však nemohly ohrozit bezpečnost přistání. Dne 8. dubna ráno byl deaktivovaný Spacelab, krátce na to byly uzavřené dveře do nákladového prostoru.

### Přistání
Dne 8. dubna V 17:30 UT zažehla Columbia motory OMS a vydala se na cestu do atmosféry. V 18:33:11 UT dosedla zadním podvozkem na dráhu 33 Kennedyho vesmírného střediska. Raketoplán se zastavil v 18:34.10 UT. Celý let trval jen 3 dny 23 hodin 12 minut a 39 sekund oproti plánovaným 15 dním a 16 hodinám.

## Zopakování mise
Jelikož nebyl žádný z hlavních cílů mise splněný, NASA rozhodla, že po odstranění závady bude tento let raketoplánu zopakován. Toto opakování mise je v historii kosmonautiky jedinečné. Dne 1. července 1997 odstartoval raketoplán Columbia opět do vesmíru, tentokrát na misi označenou STS-94. Odletěl s naprosto stejnou posádkou, se stejným vybavením a téměř shodným znakem mise (jen barva pozadí jmen astronautů byla změněná z červené na modrou). Při misi STS-94 se už podařilo uskutečnit všechny experimenty.